# 시르말

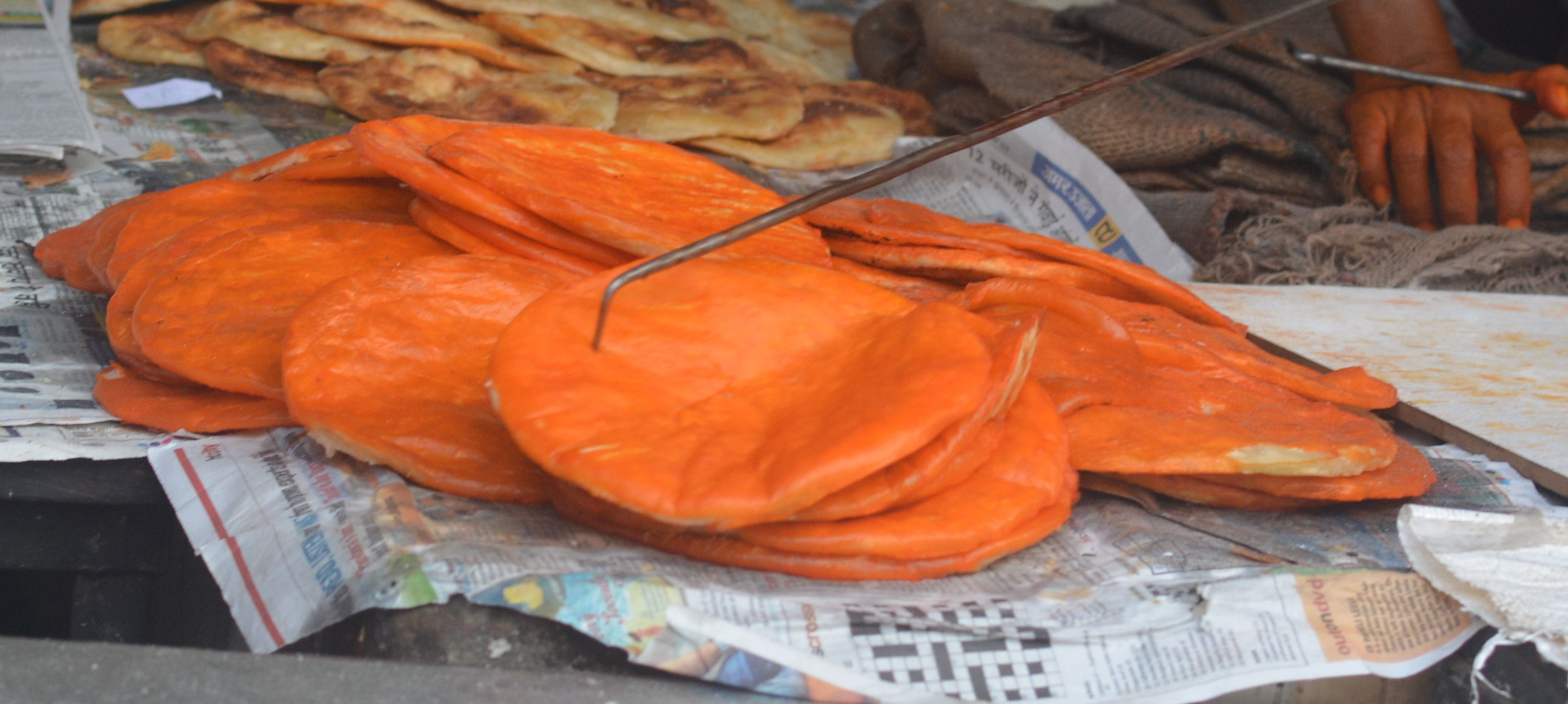

시르말(페르시아어: شیرمال, 힌디어: शीरमाल) 또는 시르말 난(페르시아어: نان شیرمال 나네 시르말)은 이란, 파키스탄, 인도, 방글라데시에서 유명한 납작빵이다. 사프란이 곁들여져 있으며 남아시아까지 퍼진 것은 페르시아의 영향이 컸다. 시르말은 러크나우와 하이데라바드에서 특히 유명하며 고기 음식과 함께 곁들여서 먹기도 한다.

## 개요
시르말은 "마이다"라고 불리는 인도의 밀가루로 만들어지는 난의 일종이다. 효모를 이용해 발효되며 오븐이나 탄두르를 이용해서 굽는다. 시르말은 로티와 비슷한 방식으로 만들어진다. 하지만 오늘날에는 로티보다는 난에 더 가깝다. 로티의 레시피에 존재하는 따뜻한 물은 설탕과 사프란이 들어간 따뜻한 우유로 대체된다. 물론 방식은 로티나 난과 비슷하지만 결과는 덴마크의 페이스트리와 더욱 비슷하다.

## 같이 보기
- 납작빵
- 로티
- 난